# Karine Gautard-Roussel
Pour les articles homonymes, voir Roussel.
Karine Gautard-Roussel, née le 25 juillet 1984 à Caen (Calvados), est une coureuse cycliste française.

## Palmarès
- 2001
  - 3e du championnat de France sur route juniors
- 2003
  - 2e de la Fleche Gasconne
- 2005
  -  Championne de France sur route espoirs
  - 3e du Championnat de France sur route
- 2006
  -  Championne de France du contre-la-montre espoirs
  - Chrono de Touraine-Tauxigny
  - 2e étape du Tour de Charente-Maritime féminin
  - 2e du Tour de Charente-Maritime féminin
  - 2e du Trophée des grimpeurs féminin
  - 2e du Championnat de France sur route espoirs
- 2007
  - Chrono de Touraine-Tauxigny
  - Route Féminine Du Vignoble Nantais
  - Circuit National de Saint-Amand-Montrond
  - 3e étape et 5e étape du Tour de Bretagne féminin
  - 2e du Tour de Bretagne féminin
  - 2e du Prix de la Ville du Mont Pujols
  - 3e de la coupe de France sur route
- 2008
  - Route Féminine Du Vignoble Nantais
  - Duo Normand
  - 3e du Tour de Charente-Maritime féminin
- 2009
  - Coupe de France sur route
  - Ladies Berry Classic’s Cher
  - 4e étape du Tour du Limousin
  - 3e du Trophée des grimpeurs féminin